# Francisco José de Jaca
Pour les articles homonymes, voir Jaca (homonymie).
Francisco José de Jaca (1645-1690) est un religieux aragonais de l'ordre des Capucins qui s'insurgea contre l'esclavage des Noirs pratiqué en Amérique. Lui et son compagnon Épiphane de Moirans, sont considérés comme les premiers abolitionnistes.

## Biographie
Francisco José est né à Jaca en Aragon (Espagne) en l'an 1645. En 1665, il entre dans l'ordre des Capucins dans le couvent de la même province Tarazona et est ordonné prêtre vers 1672. 
En 1677, il est envoyé à la mission des Llanos de Caracas au Venezuela puis en 1681 à la mission de Darien en Colombie. L'ordre ayant été annulé, il séjourne à Carthagène dans l'attente d'un bateau pour La Havane. Carthagène est alors un centre important de la traite négrière et un mouvement de défense des Noirs s'y est développé autour du « ministère des Noirs » conduit par les jésuites, ministère illustré par l'œuvre d'Alonso de Sandoval (mort en 1652) : De instauranda aethiopum salute sur les Noirs et l'esclavage et l'action de Pierre Claver (mort en 1654), « l'esclave des esclaves ».
De retour à La Havane, le capucin aragonais écrit son mémoire : Resolución sobre la libertad de los negros y sus originarios, en estado de paganos y después ya cristianos. Il est accusé de semer le trouble par ses prêches incendiaires où il ordonne aux maîtres la libération des esclaves, car « posséder des esclaves est contraire au droit ». À la suite de ses démêlés avec les autorités civiles, il se retire dans l'ermitage de San Cristo hors de la ville. Il y est rejoint un capucin franc-comtois, Épiphane de Moirans, qui milite aussi contre l'esclavage. Tous deux déclarent cette institution illégitime et refusent l'absolution aux maîtres qui ne s'engagent pas à libérer leurs esclaves.
Arrêtés, ils sont expédiés en Espagne et arrivent à Cadix le 4 octobre 1682. Commence alors un procès devant le Conseil des Indes, puis le Conseil d'État. Relégués, Épiphane à Séville, José à Valladolid, tous deux demandent à se rendre à Rome pour plaider la liberté des Noirs. Parvenue devant le Saint-Office, l'affaire n'a pas de suite. Les deux religieux sont libérés en mai 1685, et Francisco envoyé au Venezuela où il meurt en 1690, âgé seulement de quarante-cinq ans.